# روبرتو مولینا
روبرتو مولینا (اسپانیایی: Roberto Molina‎؛ زادهٔ ۵ ژوئن ۱۹۶۰) قایقران قایق بادبانی اهل اسپانیا بود.